# سیارک ۲۱۲۷۵
سیارک ۲۱۲۷۵ (به انگلیسی: 21275 Tosiyasu، نامگذاری:1996SJ7) بیست و یک هزار و دویست و هفتاد و پنجمین سیارک کشف شده‌است که در ۲۳ سپتامبر ۱۹۹۶ کشف شد.
قدر مطلق سیارک برابر ۸.۱ است.